# Lillo (patronyme)
Pour les articles homonymes, voir Lillo.
Lillo (plus rarement Lilló) est un patronyme. On le trouve aussi sous les formes  « De Lillo » ou « DeLillo ». 

## Étymologie

### En espagnol
Étymologie de Lillo (ville et patronyme tolédans)
Selon Jairo Javier García Sánchez, professeur de philologie à l'université d'Alcalá, le toponyme « Lillo » proviendrait du latin « lilium » (en espagnol « lirio », en français « lys »), qui s'est converti en « liliu ». En 1150, on trouve l'orthographe de la ville de Lillo sous la forme « Lillium ». En 1213, la ville est citée sous le nom « Lilio ». En 1517, le nom de la ville prend sa forme actuelle « Lillo ». Selon Juan Gómez Díaz, une large zone proche de la ville de Lillo était jusqu'au XIXe siècle couverte de lys, une plante herbacée très résistante qui peut résister aux terres arides. Selon Miguel Dolç, il est fréquent dans l'anthroponymie latine que les noms de personnes soient en rapport avec la végétation.
Selon María Fátima Carrera de la Red, ce phytonyme (nom de plante) a pu donner un anthroponyme, étymologie qu'elle suppose pour l'antique « Villa de Lilla », dans la province de León. 
Étymologie de Lillo (ville asturienne près d'Oviedo) et de Lillo del Bierzo (ville de la province de León)
Selon María del Carmen Bobes, à la base du nom Lillo se trouve l'anthroponyme « Linius » de l'époque romaine, qui pourrait également être l'étymologie de la ville de Lillo del Bierzo. Apparu une fois comme « Liño », le mot a pu subir deux évolutions possibles avec un changement de palatales : Linium > Linio > Liño > Lillo, ou Linium > Lilium > Lillo.
Deux toponymes analogues à Lillo existent en Espagne : Lilla (Montblanch, Tarragona) et Lillas (rivière de Guadalajara).
Selon María Lourdes Albertos Firmat, des noms de personnes analogues à Lillo, comme « Lillus » ou « Lilla » apparaissent également en Illyrie (les pays de l'ancienne Yougoslavie pendant l'Antiquité), en Gaule, en Italie et en Germanie.

### En néerlandais
Il semblerait que « Lindelo » (qui s'est transformé en « Lindlo » puis « Linlo » et enfin « Lillo ») soit le nom de l’endroit où était implantée la première ferme du marais sur un terrain surélevé : « Lindelo ter hoeve » (hoeve = ferme). « Lindelo » est un mot composé intégrant le vocable germanique « lindo », signifiant « tilleul », et « lo », altération du germanique « lauha », dont le sens est « bosquet sur une hauteur sablonneuse ». Selon cette hypothèse, « Lindelo » ou « Lillo » signifierait en Belgique « le bois des tilleuls ».

### En norvégien
Étymologie de « Lillomarka » : en 1279, il est mentionné une ferme du nom de « Oo », du mot vieux norrois (première langue scandinave médiévale) « ó », dérivé de « á », « rivière ». Vers 1550, la ferme est divisée en deux : la ferme de « Store O » (grande rivière), qui a donné « Storo » (une commune de la banlieue d'Oslo), et la ferme de « Lille O » (petite rivière) qui a donné « Lillo ». Marka signifie « terre de bois, forêt ». 
« Lillo » signifie donc « la petite rivière » et « Lillomarka », « la forêt de la petite rivière ».

## Variantes
On trouve la variante du patronyme Lillo : « De Lillo » en Italie. Une déformation du nom a donné « DeLillo » aux États-Unis.